# Seututie 642
Pour les articles homonymes, voir Route 642.
La route régionale 642 (finnois : Seututie 642) est une route régionale allant de Äänekoski jusqu'au village Kuusa de Laukaa en Finlande,,.

## Présentation
La seututie 642 est une route régionale en Finlande-Centrale.

## Parcours
- Äänekoski
- Suolahti
- Kuusa